# You Hao
You Hao (en xinès: 尤浩, pinyin: Yóu Hào; nascut el 26 d'abril de 1992) és un gimnasta xinès. Va participar en l'equip xinès als Campionat Mundials de Gimnàstica de 2013, 2014 i 2015. El 2015, es va convertir en campió mundial de barres paral·leles.
Al Campionat Mundial de Gimnàstica Artística de 2014, celebrat a Nanning, va ajudar al seu equip a obtenir l'or amb un 14.933 en cavall amb arcs, 15.466 en les anelles i 15.633 en barres paral·leles. Individualment, va empatar amb el rus Denis Ablyazin en el tercer lloc de les anelles amb 15.700 punts.
A l'any següent, en el Campionat de Glasgow va finalitzar en tercer lloc amb el seu equip, per darrere del Japó i Regne Unit. En els esdeveniments finals, va guanyar el títol en les barres paral·leles amb 16.216 punts, la major puntuació en aquest aparell en tota la competició. A més, va obtenir la plata en les anelles. Va formar part de l'equip xinès que va obtenir la medalla de bronze en l'esdeveniment per equips dels Jocs Olímpics de Rio de Janeiro 2016.